# Pohár vítězů pohárů 1971/1972
Sezóna 1971/72 Poháru vítězů pohárů byla 12. ročníkem tohoto poháru. Vítězem se stal tým Glasgow Rangers.

## Předkolo
| Tým #1     | Celk.    | Tým #2         | 1. zápas | 2. zápas |
| ---------- | -------- | -------------- | -------- | -------- |
| BK 1909    | 4 - 4(v) | Austria Wien   | 4 - 2    | 0 - 2    |
| Hibernians | 3 - 2    | Fram Reykjavík | 3 - 0    | 0 - 2    |

## První kolo
| Tým #1               | Celk.       | Tým #2               | 1. zápas | 2. zápas |
| -------------------- | ----------- | -------------------- | -------- | -------- |
| Distillery           | 1 - 7       | Barcelona            | 1 - 3    | 0 - 4    |
| Hibernians           | 0 - 1       | FC Steaua București  | 0 - 0    | 0 - 1    |
| Servette             | 2 - 3       | Liverpool FC         | 2 - 1    | 0 - 2    |
| TJ Škoda Plzeň       | 1 - 7       | FC Bayern Mnichov    | 0 - 1    | 1 - 6    |
| Limerick FC          | 0 - 5       | Torino FC            | 0 - 1    | 0 - 4    |
| Dinamo Tirana        | 1 - 2       | Austria Wien         | 1 - 1    | 0 - 1    |
| Rennes               | 1 - 2       | Glasgow Rangers      | 1 - 1    | 0 - 1    |
| Sporting CP          | 7 - 0       | FK Lyn               | 4 - 0    | 3 - 0    |
| Zagłębie Sosnowiec   | 4 - 5       | Åtvidaberg           | 3 - 4    | 1 - 1    |
| Jeunesse Hautcharage | 0 - 21      | Chelsea FC           | 0 - 8    | 0 - 13   |
| Beerschot            | 8 - 0       | Anorthosis Famagusta | 7 - 0    | 1 - 0    |
| Dynamo Berlin        | 2 - 2(pen.) | Cardiff City         | 1 - 1    | 1 - 1    |
| PFK Levski Sofia     | 1 - 3       | Sparta Rotterdam     | 1 - 1    | 0 - 2    |
| Komlói Bányász       | 4 - 8       | FK Crvena zvezda     | 2 - 7    | 2 - 1    |
| Mikkeli              | 0 - 4       | Eskişehirspor        | 0 - 0    | 0 - 4    |
| Olympiakos Pireus FC | 2 - 3       | FK Dynamo Moskva     | 0 - 2    | 2 - 1    |

## Druhé kolo
| Tým #1           | Celk.      | Tým #2              | 1. zápas | 2. zápas |
| ---------------- | ---------- | ------------------- | -------- | -------- |
| Barcelona        | 1 - 3      | FC Steaua București | 0 - 1    | 1 - 2    |
| Liverpool FC     | 1 - 3      | FC Bayern Mnichov   | 0 - 0    | 1 - 3    |
| Torino FC        | 1 - 0      | Austria Wien        | 1 - 0    | 0 - 0    |
| Glasgow Rangers  | 6(v) - 6 1 | Sporting CP         | 3 - 2    | 3 - 4    |
| Åtvidaberg       | 1(v) - 1   | Chelsea FC          | 0 - 0    | 1 - 1    |
| Beerschot        | 2 - 6      | Dynamo Berlin       | 1 - 3    | 1 - 3    |
| Sparta Rotterdam | 2 - 3      | FK Crvena zvezda    | 1 - 1    | 1 - 2    |
| Eskişehirspor    | 0 - 2      | FK Dynamo Moskva    | 0 - 1    | 0 - 1    |

1Odveta skončila po 90 minutách 3:2 pro Sporting. Následovalo prodloužení, ve kterém Sporting zvítězil 4:3. Podle pravidla venkovních gólů mělo tedy postupovat Rangers, ale rozhodčí chybně nařídil penaltový rozstřel, ve kterém Sporting zvítězil 3:0. UEFA následně prohlásila penaltový rozstřel za neplatný, neboť bylo o postupujícím rozhodnuto již po prodloužení.

## Čtvrtfinále
| Tým #1              | Celk.    | Tým #2            | 1. zápas | 2. zápas |
| ------------------- | -------- | ----------------- | -------- | -------- |
| FC Steaua București | 1 - 1(v) | FC Bayern Mnichov | 1 - 1    | 0 - 0    |
| Torino FC           | 1 - 2    | Glasgow Rangers   | 1 - 1    | 0 - 1    |
| Åtvidaberg          | 2 - 4    | Dynamo Berlin     | 0 - 2    | 2 - 2    |
| FK Crvena zvezda    | 2 - 3    | FK Dynamo Moskva  | 1 - 2    | 1 - 1    |

## Semifinále
| Tým #1            | Celk.       | Tým #2           | 1. zápas | 2. zápas |
| ----------------- | ----------- | ---------------- | -------- | -------- |
| FC Bayern Mnichov | 1 - 3       | Glasgow Rangers  | 1 - 1    | 0 - 2    |
| Dynamo Berlin     | 2 - 2(pen.) | FK Dynamo Moskva | 1 - 1    | 1 - 1    |

## Finále
| 24. května 1972                         |       |                                               |                                    |
| Glasgow Rangers                         | 3 – 2 | FK Dynamo Moskva                              | Camp Nou, Barcelona diváci: 44 701 |
| Colin Stein 23' Willie Johnston 40' 49' |       | Vladimir Eštrekov 60' Alexandr Machovikov 87' | Camp Nou, Barcelona diváci: 44 701 |

## Vítěz
| Pohár vítězů pohárů 1971/72 Glasgow Rangers Peter McCloy, David Smith, Willie Mathieson, John Greig, Sandy Jardine, Alex MacDonald, Alfred James Conn, Thomas McLean, Willie Johnston, Colin Stein, Derek Johnstone, Ronnie McKinnon Trenér: William Waddell |